# Alexandra de Rome

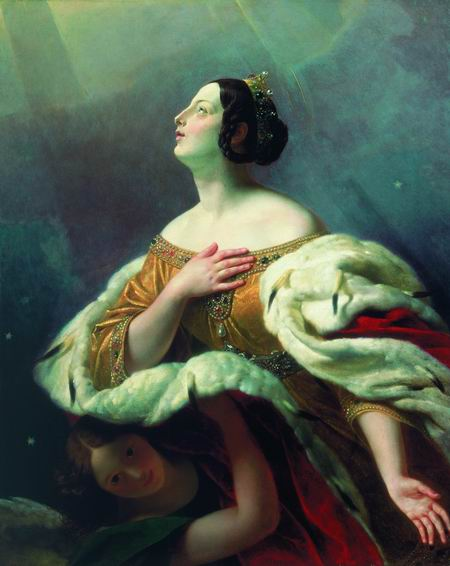
Portrait d'Alexandra par Karl Briullov (1845).

Alexandra de Rome, morte le 21 avril 303, est une martyre de l'Église, dont la fête est le 22 avril pour l'Église d'Orient et le 10 avril pour les Coptes.

## Biographie
La mémoire d'Alexandra est connue dans l'Église à partir du Xe siècle, notamment dans le Ménologe de Basile II et d'autres sources grecques, telles que les hagiographies de Georges de Lydda transmises jusqu'à nous, où elle est nommée comme impératrice et épouse de Dioclétien. Elle reconnaît sa foi au Christ au moment des souffrances de saint Georges et son époux la condamne pour cela à mourir par l'épée.
D'après les sources historiques[Lesquelles ?], l'épouse de Dioclétien, qui se convertit au christianisme, se nommait Prisca. Il est possible qu'elle ait reçu le nom d'Alexandra après son baptême. Cependant Syméon Métaphraste et d'autres auteurs latins ou grecs, ne la citent pas, à l'exclusion d'une compilation de Théodore Daphnopatès. L'hypothèse pourrait consister à ce qu'elle soit la veuve d'un empereur ayant régné avant Dioclétien.
Les tentatives d'identifier Prisca et Alexandra ne datent que du XXe siècle, ainsi certains menaion ont changé de manière erronée la date de sa mort à 313 (date de la mort de Prisca), ce qui ne correspond pas aux anciens canons.
Chez les Slaves, elle apparaît dans les textes à partir du XIIe siècle. Elle est citée dans les offices de saint Georges, où elle fait l'objet d'un tropaire. Elle est souvent représentée dans les icônes de saint Georges.

## En Russie

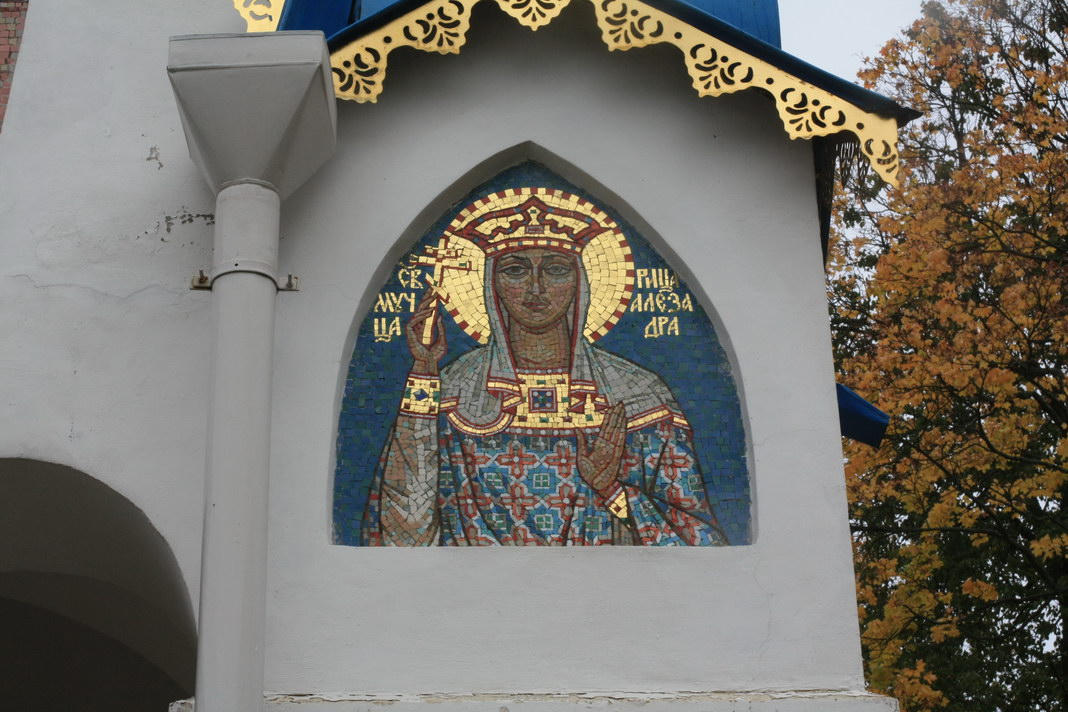
Mosaïque représentant sainte Alexandra de Rome à la cathédrale Féodorovsky de Tsarskoïe Selo.

C'est la patronne de deux impératrices russes d'origine allemande : Alexandra, épouse de Nicolas Ier, et Alexandra, épouse de Nicolas II.
Plusieurs églises orthodoxes lui sont consacrées en Russie comme celle de l'Église d'Alexandra de Rome près de Vladimir, à Mouromtsevo, ou à l'étranger, comme celle de Bad Ems, celle de Nice ou encore celle, ronde, d'Åbo (aujourd'hui Turku).